# إبراهيم جلال
إبراهيم جلال (4 أغسطس 1921 - 29 أغسطس 1991)، ممثل عراقي. تخصص في المسرح وكان رئيس قسم التمثيل بالمسرح في قسم الفنون المسرحية في بغداد. تنقل في العمل بين بغداد والسعودية وأبوظبي. أسس الفرقة الشعبية للتمثيل، وفرقة المسرح الفني الحديث، كما مثل وأخرج عدد من المسرحيات والأفلام. توفي في 1991عن عمر ناهز 70 عام.

## حياته
ولد إبراهيم جلال في بغداد، تخرج من معهد الفنون الجميلة عام 1945، ثم درس السينما في إيطاليا و درس المسرح في شيكاغو - الولايات المتحدة 1958 -1963.

## إسهاماته في المسرح العراقي
إبراهيم جلال يعتبر ذا بصمة مهمة في بداية تشكيل تجربة المسرح العراقي لأنه جاء بتجربة ثقافية من خلال استلهامه لمشروع برشت الملحمي، وتطويعه للروح العراقية، ولم يقم باستنساخ تجربة برشت كما هي، ولعل هذه هي الميزة التي تميز المسرح العراقي في نشاته، لم يقم باستنساخ تجارب عالمية من الخارج، بل سعى لإيجاد خصوصيته التكوينية منذ البداية وفق المعطيات الحياتية داخل المجتمع العراقي.
- أسس الفرقة الشعبية للتمثيل 1947
- أسس الفرقة الشهيرة في العراق والوطن العربي وهي (فرقة المسرح الفني الحديث).
- له العديد من المسرحيات تمثيلا وإخراجا:
- شهداء الوطنية
- مقامات ابي الورد
- الطوفان
- البيك والسايق
- كاليغولا
- دائرة الطباشير القوقازية
- ست دراهم
- الملحمة الشعبية
- الشيخ والغانية
- رحلة بالصحون الطائرة (1976) تأليف فيصل الياسري

## أهم المواقع الإدارية التي شغلها
شغل منصب رئيس قسم التمثيل للمسرح في قسم الفنون المسرحية ببغداد عام 1950م
- عمل في السعودية أستاذا في وزارة التربية عام 1967
- أسس معهد بغداد للمسرح التجريبي 1969

عمل مستشارًا للمسرح في وزارة الثقافة في أبو ظبي (1981-1986)
- - عمل نقيبا لأكثر من دورة في نقابة الفنانين العراقيين.

## إبراهيم جلال فيالسينما العراقية
شارك في العديد من الأفلام السينمائية العراقية منها:
- فيلم القاهرة - بغداد العراقي المصري المشترك للمخرج المصري احمد بدرخان والذي يعد من بدايات السينما العراقية بعد فيلم (ابن الشرق) المشترك أيضا مع مصر.
- فيلم عليا وعصام 1948 للمخرج الفرنسي اندريه شوتان، والذي يعد أول فيلم سينمائي عراقي.
- فيلم ليلى في العراق عام 1949 والذي أخرجه المصري أحمد كامل مرسي.

## عمل مساعد مخرج في
- فيلم من المسؤول ؟ للمخرج العراقي عبد الجبار ولي 1956
- فيلم «سعيد أفندي» للمخرج العراقي كاميران حسني 1958

## عمل مدير فني
- فيلم «الحارس» 1967 والذي أخرجه الفنان العراقي خليل شوقي

## وعمل ممثلا في أفلام
- شايف خير 1968
- الرأس 1976
- سنوات العمر 1976
- الأسوار 1979
- الايام الطويلة 1980
- فائق يتزوج 1984
- الفارس والجبل 1988

## عمل مخرجا في فيلم
حمد وحمود 1984
كان آخر عمل اشترك فيه الفنان الراحل إبراهيم جلال فيلم (الوداع الأخير) 1991م وهي نفس السنة التي رحل فيها وكان كذلك مسرحية (الشيخ والغانية) آخر مسرحية أخرجها الراحل إبراهيم في نفس السنة التي رحل فيها.

## جوائز فاز بها
كُرم وتوّج في أكثر من مهرجان مسرح عربي منها
- قرطاج
- دمشق
- القاهرة.

## روابط خارجية
- إبراهيم جلال على موقع أرشيف الشارخ.
- إبراهيم جلال على موقع IMDb (الإنجليزية)
- إبراهيم جلال على موقع قاعدة بيانات الأفلام العربية